# George Horine
George Leslie Horine (Escondido, 3 febbraio 1890 – Modesto, 28 novembre 1948) è stato un altista statunitense.
Primo uomo a valicare la soglia dei 2,00 m nel salto in alto, vinse la medaglia di bronzo ai Giochi olimpici di Stoccolma 1912.

## Biografia
Fu il primo ad introdurre il western roll, ossia lo "scavalcamento costale", che poi si evolse nello stile ventrale.

## Palmarès
| Anno | Manifestazione  | Sede      | Evento        | Risultato | Prestazione | Note |
| ---- | --------------- | --------- | ------------- | --------- | ----------- | ---- |
| 1912 | Giochi olimpici | Stoccolma | Salto in alto | Bronzo    | 1,89 m      |      |